# Yuriel Celi
Yuriel Darío Celi Guerrero (Callao, 20 de febrero de 2002) es un futbolista peruano. Juega como mediocentro ofensivo y su equipo actual es Deportivo Garcilaso de la Liga 1 del Perú, cedido por Universitario de Deportes.

## Trayectoria

### Academia Cantolao
Celi nació en el Callao, creciendo en los bloques de Santa Marina Sur. Desde pequeño empezó a practicar con el balón hasta que a la edad de ocho años, un ojeador lo vio jugando con sus amigos y lo llevó a la Academia Cantolao. Desde ese momento empezó a progresar a través de las divisiones menores del club. 
Desde 2015, participó en la Copa Federación y Torneo Centenario, campeonatos de menores organizados por la Federación Peruana de Fútbol y en diciembre de 2018, firmó su primer contrato profesional gracias a sus buenas actuaciones con el conjunto de reservas de Cantolao. Tras sus destacadas participaciones con la selección sub-17 del Perú, vio más regularidad en el equipo de reserva y finalmente el 6 de mayo de 2019 fue convocado a un partido del primer equipo, en el empate 2 a 2 frente a Real Garcilaso. Dos fechas después, es decir el 19 de mayo, Celi hizo su debut profesional en la primera división jugando todo el partido en la victoria por 1-0 sobre Pirata. Con este debut se convirtió en el segundo jugador en el fútbol peruano en estrenarse siendo categoría 2002, tras Osama Jiménez con Unión Comercio en el 2018. Además, fue el primero de la última selección sub-17 dirigida por Carlos Silvestri en hacerlo.
Luego de alternar en varios encuentros de la liga y de ser llamado frecuentemente a la selección peruana sub-23, el 1 de noviembre de 2019 marcó el primer gol de su carrera, el tanto final en la goleada por 3-0, otra vez sobre Pirata, fecha en la que el equipo de Lambayeque terminó descendiendo a segunda división.

### Carlos A.Manucci
Luego de 3 temporadas en la Academia Deportiva Cantolao y quedar libre seria fichaje del Club Carlos A. Mannucci por 2 temporadas.
En su 1 temporada disputó 33 partidos donde anotó 4 goles y dio 2 asistencias .
Luego de terminar la temporada sería del interés para el  Club Universitario de Deportes como fichaje para la Liga 1 2023 (Perú) , pero lo que frenaba este fichaje era que el jugador todavía tenía un año más de contrato , luego de varias negociaciones sería fichado por el Hull City Association Football Club

### Hull City
Luego de negociaciones el club sería oficializado como refuerzo del club,  gracias a esto Club Universitario de Deportes pudo traerlo a préstamo y como su refuerzo para la Liga 1 2023 (Perú) .

### Universitario de Deportes
El 1 de febrero de 2023 fue anunciado como nuevo refuerzo de Universitario de Deportes hasta finales del 2024 a préstamo de Hull City. En su primera temporada con el plantel crema fue parte del plantel que salió campeón nacional al vencer en la final a Alianza Lima, sería recordado por celebrar con una bengala en el Estadio Alejandro Villanueva. En el 2024 sería bicampeón nacional con el plantel crema en el año de su centenario. A finales del 2024 Universitario compró su pase a Hull City, fichando hasta finales del 2026.
Para la temporada 2025 dejaría el elenco crema, para marcharse cedido , donde dejo un saldo de 23 partidos , anotando 2 goles y una asistencias em 2 temporadas.

### Deportivo Garcilazo
Para la temporada 2025 se iria cedido al Club Deportivo Garcilaso

## Selección nacional
Celi ha integrado las selecciones sub-15 y sub-17 del Perú, además de ser convocado al combinado sub-23.
Disputó el Campeonato Sudamericano de Fútbol Sub-15 de 2017 realizado en Argentina, torneo en el cual lograron llegar a la etapa de semifinales, cayendo ante el organizador y eventual campeón. En dicho torneo, Celi marcó dos goles frente a Bolivia y Ecuador durante la fase de grupos.
Fue el capitán de la selección sub-17 que participó en el Campeonato Sudamericano de Fútbol Sub-17 de 2019, donde llegaron a la etapa del hexagonal final y estuvieron cerca del clasificar al mundial de la categoría. Celi fue uno de los jugadores nacionales más destacados tras anotar tres tantos, frente a Bolivia, Chile y Ecuador.
En abril de 2019, fue convocado a la selección sub-23 de Perú por Nolberto Solano para el primer microciclo con miras a los Juegos Panamericanos de 2019 y el 27 de junio se anunció su convocatoria en la lista final de 18 convocados para dicho torneo. Jugó todos los encuentros de Perú en el torneo, donde se ubicaron en el séptimo puesto. Tiempo después fue incluido en la lista final para participar en el Torneo Preolímpico Sudamericano Sub-23 de 2020, siendo el único jugador de 17 años en entrar en la nómina. En dicho torneo fue titular tres partidos.
Hizo su debut oficial con la selección absoluta el 19 de noviembre de 2022 ante Bolivia.

### Participación en Campeonatos Sudamericanos
| Torneo                      | Sede      | Resultado      | Partidos | Goles | Media goleadora |
| --------------------------- | --------- | -------------- | -------- | ----- | --------------- |
| Sudamericano Sub-15 de 2017 | Argentina | Semifinales    | 5        | 2     | 0.4             |
| Sudamericano Sub-17 de 2019 | Perú      | Quinto lugar   | 8        | 3     | 0.38            |
| Preolímpico Sub-23 de 2020  | Colombia  | Fase de grupos | 3        | 0     | 0               |

### Participación en Juegos Panamericanos
| Torneo                       | Sede | Resultado     | Partidos | Goles |
| ---------------------------- | ---- | ------------- | -------- | ----- |
| Juegos Panamericanos de 2019 | Perú | Séptimo lugar | 4        | 0     |

## Estadísticas

### Clubes
Actualizado el 3 de octubre de 2024.
| Club                                        | Div.          | Temporada     | Liga  | Liga  | Liga   | Copas nacionales(1) | Copas nacionales(1) | Copas nacionales(1) | Copas internacionales | Copas internacionales | Copas internacionales | Total | Total | Total  | Media goleadora |
| Club                                        | Div.          | Temporada     | Part. | Goles | Asist. | Part.               | Goles               | Asist.              | Part.                 | Goles                 | Asist.                | Part. | Goles | Asist. | Media goleadora |
| ------------------------------------------- | ------------- | ------------- | ----- | ----- | ------ | ------------------- | ------------------- | ------------------- | --------------------- | --------------------- | --------------------- | ----- | ----- | ------ | --------------- |
| Academia Cantolao · Perú                    | 1.ª           | 2019          | 15    | 1     | 1      | 2                   | 0                   | 0                   | —                     | —                     | —                     | 17    | 1     | 1      | 0.06            |
| Academia Cantolao · Perú                    | 1.ª           | 2020          | 24    | 6     | 0      | —                   | —                   | —                   | —                     | —                     | —                     | 24    | 6     | 0      | 0.25            |
| Academia Cantolao · Perú                    | 1.ª           | 2021          | 18    | 2     | 3      | 1                   | 0                   | 0                   | —                     | —                     | —                     | 19    | 2     | 3      | 0.11            |
| Academia Cantolao · Perú                    | Total club    | Total club    | 57    | 9     | 4      | 3                   | 0                   | 0                   | 0                     | 0                     | 0                     | 60    | 9     | 4      | 0.15            |
| Carlos A. Mannucci · Perú                   | 1.ª           | 2022          | 33    | 4     | 2      | —                   | —                   | —                   | —                     | —                     | —                     | 33    | 4     | 2      | 0.12            |
| Total club                                  | Total club    | 33            | 4     | 2     | 0      | 0                   | 0                   | 0                   | 0                     | 0                     | 33                    | 4     | 2     | 0.12   |                 |
| Universitario de Deportes · Perú            | 1.ª           | 2023          | 10    | 0     | 1      | —                   | —                   | —                   | 1                     | 0                     | 0                     | 11    | 0     | 1      | 0               |
| Universitario de Deportes · Perú            | 1.ª           | 2024          | 10    | 1     | 0      | —                   | —                   | —                   | 2                     | 0                     | 0                     | 12    | 1     | 0      | 0.08            |
| Universitario de Deportes · Perú            | 1.ª           | 2025          |       |       |        |                     |                     |                     |                       |                       |                       |       |       |        |                 |
| Universitario de Deportes · Perú            | Total club    | Total club    | 20    | 1     | 1      | 0                   | 0                   | 0                   | 3                     | 0                     | 0                     | 23    | 1     | 1      | 0.04            |
| Total carrera                               | Total carrera | Total carrera | 100   | 14    | 7      | 3                   | 0                   | 0                   | 1                     | 0                     | 0                     | 104   | 14    | 7      | 0.13            |
| (1) Incluye datos de la Copa Bicentenario . |               |               |       |       |        |                     |                     |                     |                       |                       |                       |       |       |        |                 |

## Palmarés

### Títulos nacionales
| Título                    | Club                      | País | Año  |
| ------------------------- | ------------------------- | ---- | ---- |
| Torneo Clausura           | Universitario de Deportes | Perú | 2023 |
| Primera División del Perú | Universitario de Deportes | Perú | 2023 |
| Torneo Apertura           | Universitario de Deportes | Perú | 2024 |
| Torneo Clausura           | Universitario de Deportes | Perú | 2024 |
| Primera División del Perú | Universitario de Deportes | Perú | 2024 |

### Distinciones individuales
| Distinción                                | Año  |
| ----------------------------------------- | ---- |
| Mejor jugador sub-21 del año de la Liga 1 | 2020 |